# Franklin C. Sibert
Franklin Cummings Sibert est né le 3 janvier 1891 à Bowling Green, Kentucky et décédé le 24 juin 1980 à Fort Walton Beach, Floride était un général américain.

## Biographie
Franklin Cummings Sibert (Janvier 3, 1891 - Juin 24, 1980) était un général de l'armée des États-Unis. Au cours de la Seconde Guerre mondiale, Sibert a commandé la 6e division d'infanterie (États-Unis) et a été promu comme commandant du X Corps d'armée de la sixième armée du général Walter Krueger. Son corps d'armée a pris part aux opérations de débarquement de la bataille de Leyte, aux Philippines.